# BR-470
De BR-470 is een federale weg in de deelstaten Santa Catarina en Rio Grande do Sul in het zuiden van Brazilië. De weg is een verbindingsweg tussen Navegantes en Arroio dos Ratos.
De weg heeft een lengte van 719 kilometer.

## Aansluitende wegen
- BR-101 en SC-414 bij Navegantes
- SC-108 bij Blumenau
- BR-477/SC-477 bij Indaial
- SC-110 bij Ascurra
- SC-340 bij Ibirama
- SC-110 bij Lontras
- SC-350 bij Rio do Sul
- SC-112 bij Trombudo Central
- SC-114 bij Pouso Redondo
- BR-116
- SC-120 bij Curitibanos
- SC-452
- BR-282 bij Campos Novos
- SC-284
- SC-135
- BR-283 en SC-390
- RS-343 bij Barracão
- RS-477
- BR-285 bij Lagoa Vermelha
- RS-324 en RS-441 bij Nova Prata
- RS-355 en RS-437 bij Vila Flores
- RS-431
- BR-453, RS-431 en RS-444 bij Bento Gonçalves
- BR-453 en RS-446 bij Garibaldi
- BR-287, RS-124, RS-240 en RS-411 bij Montenegro
- BR-287 en BR-386
- RS-440
- RS-401 bij São Jerônimo
- BR-290 bij Arroio dos Ratos

## Plaatsen
Langs de route liggen de volgende plaatsen:
- Navegantes
- Blumenau
- Indaial
- Ascurra
- Apiúna
- Ibirama
- Lontras
- Rio do Sul
- Agronômica
- Trombudo Central
- Pouso Redondo
- Curitibanos
- Brunópolis
- Campos Novos
- Barracão
- Lagoa Vermelha
- André da Rocha
- Nova Prata
- Vila Flores
- Veranópolis
- Bento Gonçalves
- Garibaldi
- Carlos Barbosa
- Barão
- São Pedro da Serra
- Salvador do Sul
- São José do Sul
- Montenegro
- Triunfo
- São Jerônimo
- Arroio dos Ratos